# 哈伦多夫
哈伦多夫是德国巴伐利亚州的一个市镇。总面积41.33平方公里，总人口4007人，其中男性2014人，女性1993人（2011年12月31日），人口密度97人/平方公里。